# Agareb
Agareb (in arabo عقارب‎?) è una città della Tunisia, situata 20 km a ovest di Sfax.
Fa parte del governatorato di Sfax ed è capoluogo della delegazione omonima, che conta 35 841 abitanti. La città conta 9 610 abitanti.
È stata costruita attorno a un monastero fondato nel XIV secolo da un santo musulmano di nome Sidi Brahim Agareb.